# Thomas Dale (Gouverneur)

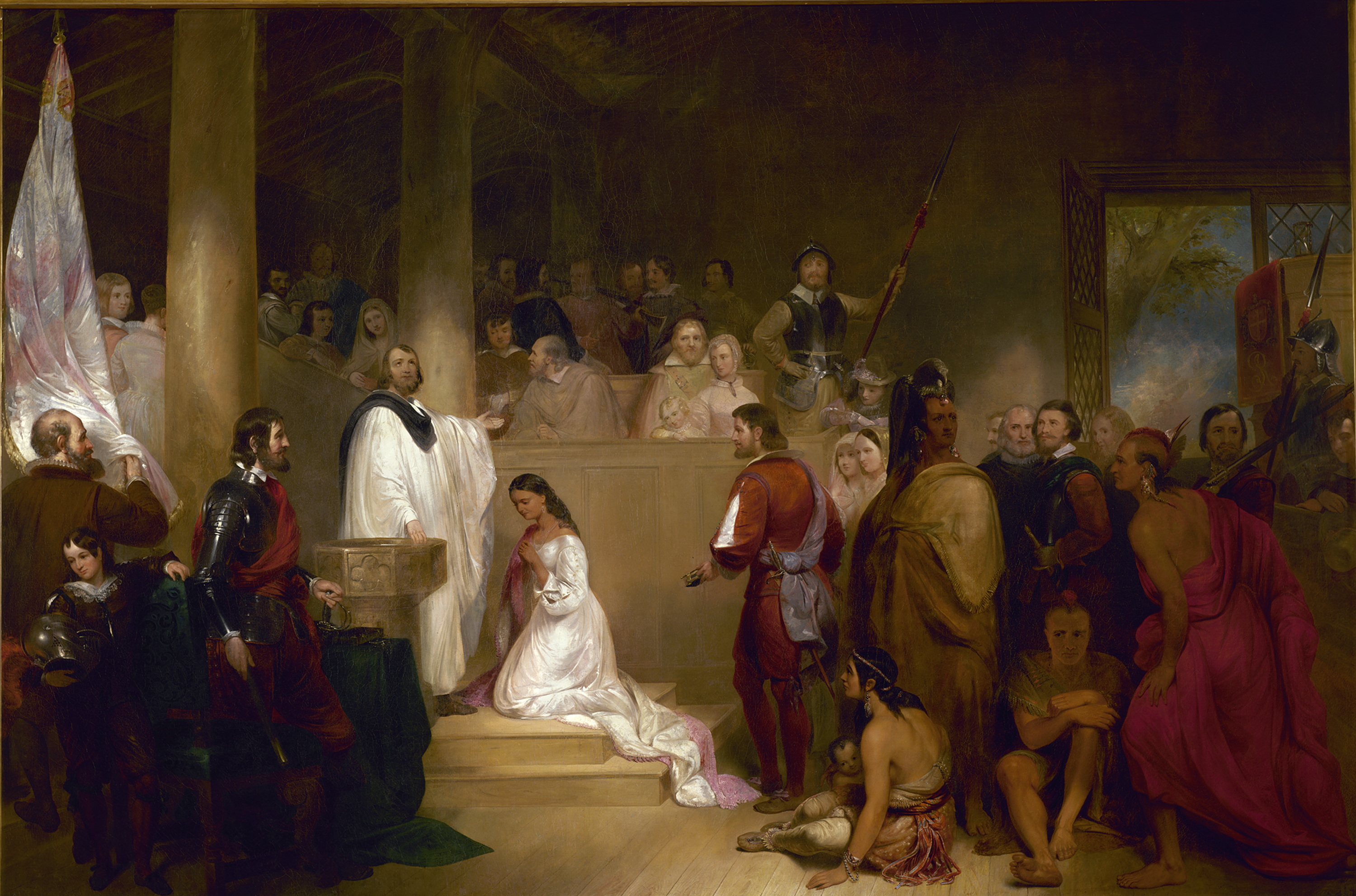
Die Taufe der Pocahontas (John Gadsby Chapman, 1840) in der Rotunde des United States Capitol. Dale steht im Hintergrund.

Sir Thomas Dale († 9. August 1619 in Machilipatnam) war ein englischer Politiker, Kolonist und Offizier.

## Leben
Dales Geburtsdatum und Eltern sind nicht bekannt. Laut Eigenaussage begann er seine Karriere Ende der 1580er im Achtzigjährigen Krieg auf Seiten der Republik der Vereinigten Niederlande, vermutlich als einfacher Soldat in einem englischen Kontingent unter Robert Dudley, 1. Earl of Leicester. 1594 war er Captain des englischen Heeres. An der Seite des Robert Devereux, 2. Earl of Essex kämpfte er zeitweise im Neunjährigen Krieg. 1603 wurde er auf Empfehlung des Königs von Frankreich Heinrich IV. zu einem Garnisonshauptmann des niederländischen Ortes Terhole in Zeeland ernannt. Drei Jahre später schlug ihn Jakob I. am 19. Juni 1606 in Richmond zum Knight Bachelor.
Dale war an der Virginia Company of London beteiligt, die die Colony of Virginia gegründet hatte. Sie erhob ihn zum „Marshall“ der Kolonie. Im Februar ließ sich Dale aus dem Militärdienst beurlauben, um der unrentablen Siedlung in Virginia neuen Aufschwung zu verschaffen. Bevor er im März 1611 nach Amerika einschiffte, heiratete er Elizabeth Throckmorton († 1640); die Ehe blieb kinderlos. Am 10. Mai 1611 erreichte er Jamestown und brachte unter anderem lange ungenutzte Rüstungen aus dem Tower of London mit, um sich besser gegen Pfeile der Ureinwohner zu schützen. Als dritter Befehlshaber der Kolonie nach Thomas West, 3. Baron De La Warr und Sir Thomas Gates war er während deren Abwesenheit von Juni bis August 1611 amtierender Gouverneur. 1611 veranlasste flussaufwärts die Gründung einer zweiten Siedlung, der Citie of Henricus, wo das erste Krankenhaus im englischen Amerika eingerichtet wurde. Ab 1612 war er außerdem Mitglied im Staatsrat. Von 1614 bis 1616 fungierte er erneut als Gouverneur. Er war 1612 maßgeblich an der Kodifizierung der ersten Gesetze für Virginia beteiligt, den For The Colony in Virginea Britannia. Lawes Divine, Morall and Martiall, &c. Viele dieser sahen als Abschreckungsmittel drakonische Strafen für Verbrecher vor. Der Historiker Brent Tarter urteilt, dass diese strikte Gesetzgebung maßgeblich zum Überleben der Kolonie als effektiv regierter Militärstützpunkt und Handelsposten nach der desaströsen „Hungerzeit“ beigetragen habe. Sein übergeordnetes Ziel war es, die Halbinsel zwischen den Flüssen James River und York River zu befestigen und fest zu kontrollieren. Dabei kam es zu fast ständigen Scharmützeln mit den amerikanischen Ureinwohner. Im Ersten Powhatenkrieg siegte er mehrfach gegen die Powhatan-Konföderation. 1614 schloss er einen Frieden mit den Powhatan, der mit der Heirat von Pocahontas und John Rolfe besiegelt wurde. Im selben Jahr beantragte der Chickahominy-Stamm, Rivalen der Powhatan, englische Untertanen zu werden und verpflichteten sich im Gegenzug, die Engländer mit Mais und Bogenschützen zum Einsatz gegen die Spanier zu versorgen.
Im April 1616 verließ er die Neue Welt und segelte zurück nach England, wo er im Juni 1616 eintraf. Neben Rolfe und Pocahontas brachte er Proben von experimentellem Tabak, Sassafras, Pech, Kali, Stör und Kaviar mit – mit dem Ziel, Virginia eine dringend benötigte Wiederbelebung des öffentlichen Interesses zu verschaffen.
Im November 1617 erhielt er das Kommando über eine Flotte der Englischen Ostindien-Kompanie für eine Expedition gegen die Vormacht der Niederländischen Ostindien-Kompanie in Südostasien übertragen wurde. Dale wäre am Kap beinahe ertrunken, als ein kleines Beiboot kenterte. Sein Flaggschiff, die Sun, wurde später in der Nähe von Java zerstört, wobei sein gesamter Besitz verloren ging. Aus Rache erbeutete Dale ein reich beladenes niederländisches Schiff. Im Gegenzug revanchierte sich der niederländische Generalgouverneur Jan Pieterszoon Coen, indem er die englische Faktorei in Jakarta niederbrannte. Dale, verstärkt durch Schiffe aus Bantam, konfrontierte dann am 30. Dezember 1618 Coens unterlegene Flotte vor Jakarta. Er hätte die tagelange Schlacht, die am 2. Januar 1619 begann, leicht gewinnen sollen, aber seine Flotte war zögerlich und defensiv, vor allem weil sie aus drei separaten Unternehmungen mit jeweils ihrem eigenen Kommandanten bestand und diese nicht bereit waren, ihre eigenen Schiffe für das Gemeinwohl zu riskieren. Obwohl Dale von Bantam aus verstärkt wurde, konnte er dem Rückzug der Niederländer in Richtung der Banda-Inseln nicht folgen und entschied sich stattdessen für eine verpfuschte Besetzung des niederländischen Hauptquartiers in Jakarta. Anschließend befahl er der Flotte, zur indischen Koromandelküste zu segeln, wo er am 9. August 1619 in Machilipatnam an den Folgen einer Krankheit starb. Er wurde dort begraben.